# Berkeley Paget
Berkeley Thomas Paget (2 janvier 1780 - 26 octobre 1842) est un homme politique britannique.

## Biographie
Paget est le sixième fils d'Henry Paget (1er comte d'Uxbridge), et de Jane, fille d'Arthur Champagné. Il est le frère cadet de Henry Paget, 1er marquis d'Anglesey, Arthur Paget, Edward Paget et Charles Paget.
Paget succède à son frère aîné Arthur Paget en tant que député d'Anglesey en 1807. En 1810, il est nommé Lord du trésor par Spencer Perceval, poste qu'il conserve lorsque Lord Liverpool devient premier ministre en 1812 après l'assassinat de Perceval. En 1820, il devient député de Milborne Port, succédant à un autre frère, Edward Paget. Il continue à représenter cette circonscription et demeura Lord du trésor jusqu'en 1826.
Paget est décédé le 28 octobre 1842, à l'âge de 62 ans, au palais de Hampton Court. Il laisse sa propriété à sa femme.

## Famille

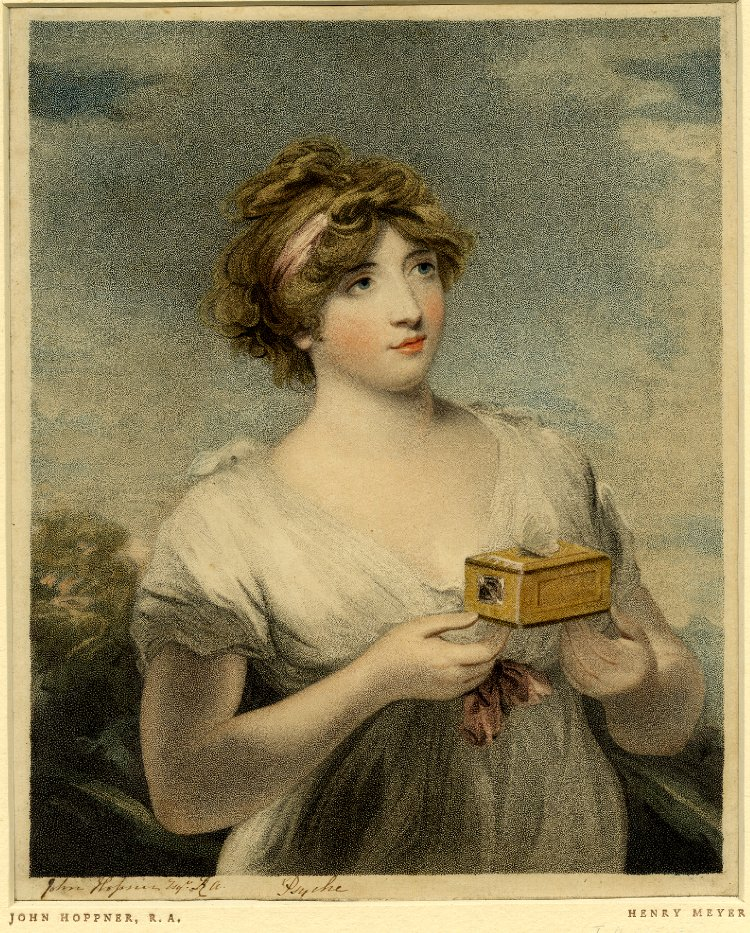
Psyché : Sophia Askell Bucknall, avant son mariage avec Berkeley Paget, par Henry Hoppner Meyer

Berkeley épouse en 1804 Sophia, fille de William Bucknall (auparavant William Grimston) et Sophia Hoare, et petite-fille de James Grimston (2e vicomte Grimston). Elle lui survit 17 ans et meurt en février 1859. Ils ont quatre fils et trois filles, :
- Gertrude Jane, qui épouse Standish O'Grady (2e vicomte Guillamore) (en)[6]
- Frederick, capitaine des Coldstream Guards et député de Beaumaris[6]. Il épouse Maria Georgiana Grenfell[7]
- Eleanor, épouse en 1825 William Jolliffe (1er baron Hylton)[6]
- Catesby Paget, capitaine du Royal Fusiliers, épouse en 1839 Florinda Frances Mason (morte en 1842), fille de Thomas Monck Mason[6]. Il se remarie à Adelaide Stapleton, fille de Miles John Stapleton, décédée en 1860 ; puis à Emily Armit, fille de Richard Armit [8]
- Mathilde-Susannah[6]
- Léopold Grimston, colonel de la Royal Artillery, dont le fils Wellesley Paget devient brigadier général de la Royal Artillery. Il épouse Georgiana Theodosia Halsey[1],[7]
- Lennox, est mort jeune [6]